# Iselin (New Jersey)
Pour les articles homonymes, voir Iselin.
Iselin est une communauté non incorporée et une census-designated place du comté de Middlesex, dans l'État du New Jersey, aux États-Unis. En 2020, elle compte une population de 20 088 habitants.